# Douce Dibondo
Douce Dibondo est une journaliste et féministe française d'origine congolaise, militante en tant que femme noire, queer et afroféministe. Elle est cocréatrice du podcast Extimité.

## Biographie
Née en 1993, Douce Dibondo est journaliste. D'origine congolaise, elle se définit en tant que femme noire, afroféministe queer radicale.
Durant sa jeunesse, elle souhaite devenir attachée de presse, journaliste ou exercer une activité en rapport avec la sociologie. Elle poursuit un parcours général et obtient un baccalauréat littéraire. Elle poursuit ses études à Tours, où elle obtient une licence en sociologie ; puis à Bordeaux et à Nantes,, où elle effectue un master en science politique et un master d'information et communication,.
Elle dénonce régulièrement la précarité des étudiants, en évoquant les difficultés financières endurées durant son cursus universitaire.
Durant ce même interview, elle mentionne également le parcours en France de ses parents, immigrés d’Afrique noire, « synonyme de précarité, de pauvreté, de combativité dans le silence et la résilience » et rapporte qu'elle a connu la précarité dans son enfance.

## Parcours professionnel
Dès 2016, elle rédige des articles en tant que pigiste pour les magazines Komitid, Paulette, TelQuel et Censored Magazine, tout en occupant également un poste d'hôtesse, afin de s'assurer un revenu financier régulier.
De janvier à juin 2017,  elle effectue un stage de six mois au sein du média afrocentré Nothing But The Wax, qui rapporte les récits de personnes noires et afrodescendantes. Cette expérience lui permet de prendre conscience de la réalité du travail de journalisme et de découvrir ce qui lui plait « en termes de lectures, d’histoires à raconter, […] de l’interview d’une artiste londonienne noire au vécu d’une réfugiée ougandaise lesbienne ». Elle y rencontre également Anthony Vincent, alors rédacteur bénévole pour ce média, avec qui elle crée le podcast Extimité, quelques mois plus tard.
Douce Dibondo contribue au projet « Géopolitique des écritures », initié par Le Monde diplomatique, en août 2017.
En 2018, elle participe au projet L’Encyclopédie des migrants, initié par l'artiste Paloma Fernández Sobrino et l’association rennaise L’Âge de la tortue, qui réunit quatre cents témoignages d’histoires de vie de personnes migrantes, résidant dans huit villes de la façade atlantique,.
Elle intervient, le 14 octobre 2018, en tant que modératrice de la conférence intitulée « Représenter l'identité », organisée dans le cadre des Universités de la rentrée Présence africaine (URPA) 2018, animée par Jean Fall, de Cinéwax ; Virginie Ehonian, de Nooru Box ; Martial Ze Belinga et Michel Bampely.
Le 5 décembre 2018, aux côtés de Jennifer Pajdemi et Anouk Perry, elle participe au podcast YESSS, dans le cadre de l'émission hors-série, enregistrée en public lors du Festival des Galères #2 , qui célèbre les « Warriors du podcast francophone ».
Douce Dibondo participe, le 8 mars 2019, aux côtés de Laura Nsafou et Wendie Zahibo, à l'émission-forum « La Couleur du féminisme », proposée par le podcast Cervyx des paroles sans filtre.
Le 30 octobre 2019, elle participe à l'émission Clique Paulette, titrée « Ca veut dire quoi s'engager en 2019 ? », en compagnie de Grace Ly, du podcast Kiffe ta race ; d'Anais Bourdet, la créatrice de Paye Ta Shnek, et d'Agy, du collectif La Rue Tourne.
En juin 2020, à l'occasion du mois des Fiertés, Douce Dibondo, Nassira El Moaddem et Sihame Assbague, participent en tant que représentantes de l'Association des Journalistes LGBTI (AJL), à l'émission Out sur les luttes des minorités et leur traitement médiatique, dans le cadre du débat sur les violences policières et le racisme médiatique,.
Elle est invitée avec Anthony Vincent, dans le cadre de l'évènement Amours imaginaires, organisé dans le cadre du festival queer Everybody's Perfect, qui se déroule à Genève le 10 octobre 2020.
En avril 2021, son travail est cité dans les conseils de lecture contre les discriminations, énoncés par le média #dièses, qui rappelle dans sa « Revue du web » qu'elle multiplie les critiques au sujet de la campagne contre le harcèlement de rue présentée par le gouvernement.
Elle contribue également à la réalisation du podcast Isolation termique, une émission de la C.A.A.N (Coordination Action Autonome Noire), produit par Kizû Studio, en tant que chargée de production et monteuse.
D'août 2020 à juillet 2021, Douce Dibondo travaille en tant qu'assistante d'émission, pour l’émission 24H Pujadas, sur LCI.

### Podcast Extimité

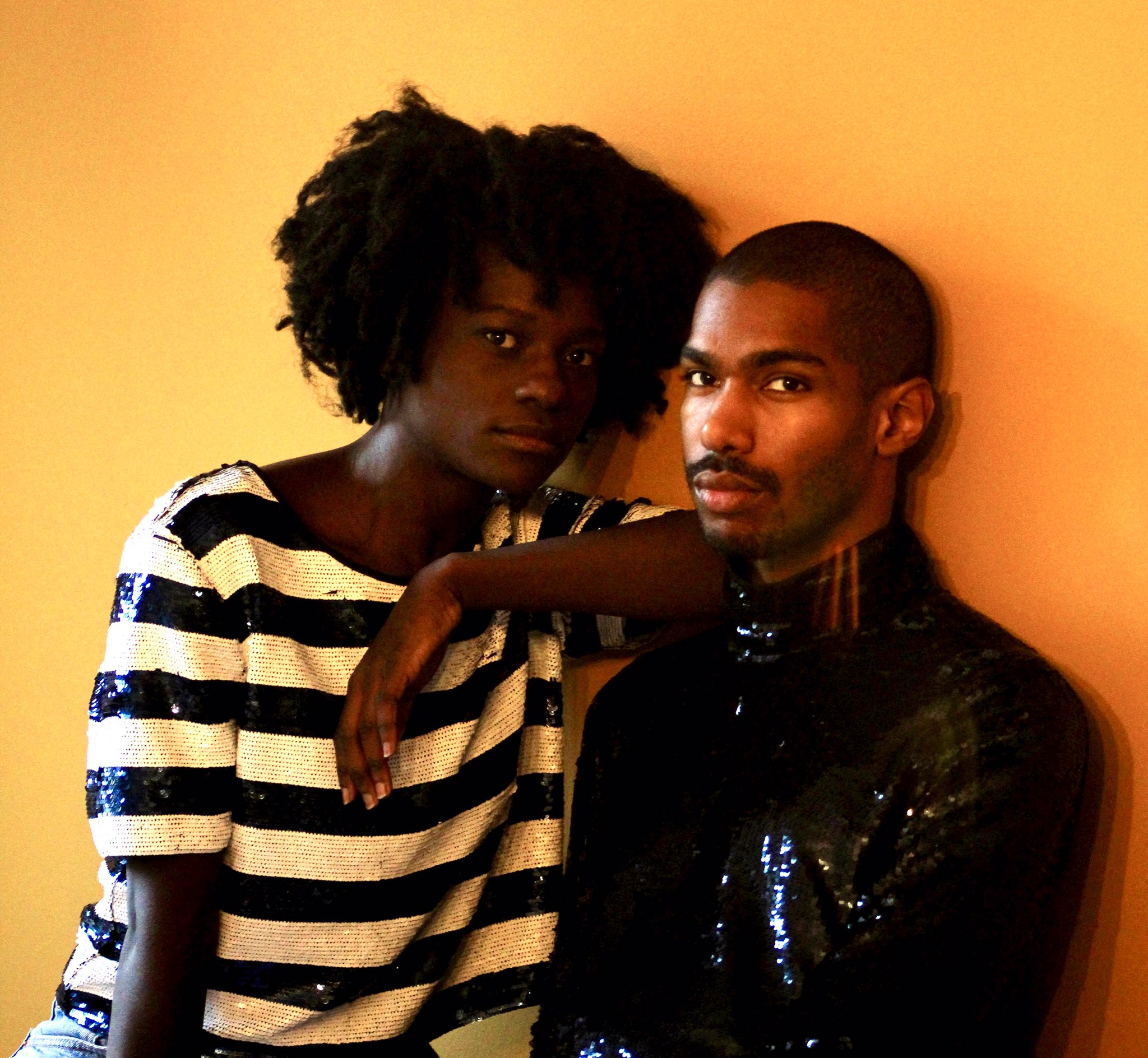
Douce Dibondo et Anthony Vincent, qui ont créé le podcast Extimité.

En 2018, Douce Dibondo et Anthony Vincent créent et produisent le podcast Extimité, afin d'offrir un espace où chacun la possibilité de se raconter à la première personne, dans sa complexité, sans filtre colonial, sexiste ou hétéronormé. À leurs yeux, les récits intimes ont un pouvoir politique. Les personnes victimes de discriminations sont conviées à partager une conversation intimiste, durant laquelle il est possible de raconter sans pudeur les étapes de leur vie, de l'enfance à l'âge adulte, ainsi que les obstacles rencontrés en tant que personnes racisées ou LGBTQI. Pour le magazine Paulette, « Douce et Anthony, aka le "Yin et le Yang", c’est une cohérence et une complémentarité à toute épreuve », un duo queer et racisé, complice, en symbiose.
Lors d'un entretien accordé le 6 juillet 2021, au média Reines des Temps Modernes, Douce Dibondo explique ses motivations initiales en ces termes : « il y avait beaucoup de contenus tenus par des féministes blanches qui relataient selon moi un féminisme blanc mais où il manquait nos voix à l’intersection. Il manquait nos intimes éminemment politiques, inscrits dans le social ».

## Activités et engagements
Douce Dibondo explique que son rapport au militantisme évolue avec celui de son engagement. Pour elle, le militantisme « c’est le collectif,  c’est faire communauté, dans le but de créer des communes ponctuelles ou durables. Des lieux de transmission, d’actions, d’entraide dans le monde réel ». Elle cite les actions concrètes et réelles, comme les manifestations initiées par Assa Traoré et le déboulonnage des statues en Martinique, ainsi que les métiers dévalués et précaires dont on parle peu et la C.A.A.N, un collectif militant, présent sur les réseaux sociaux, qui mène des actions concrètes sur le terrain en faveur des migrants.
Lorsqu'elle évoque la sphère journalistique, elle dénonce une « profession hypocrite qui exploite les situations instables des journalistes pigistes ». Pour Douce Dibondo, le métier est noyauté par « les vieux dinosaures qui restent à leurs places et qui ne veulent pas bouger » et la représentation des personnes racisées en France reste ancrée dans l’exception, personnifiée par Rokhaya Diallo, Harry Roselmack ou Kareen Guiock. Cette exceptionnalité essentialise les parcours ; pour elle,

« une seule femme noire ne peut parler du vécu pluriel des femmes noires et de la complexité de nos identités […], les médias ne font pas le travail de déconstruction nécessaire sur ce qu’est le racisme, ce que devrait être l’anti-racisme et comment écrire des articles anti-racistes. Des écoles de journalismes aux rédactions, il nous faut des personnes à des postes clés pour prendre les bonnes décisions. Il nous faudrait les moyens d’agir plutôt que de réagir. Mais c’est très compliqué. On nous dénie le pouvoir de nous rassembler, de mener des actions, d’avoir une puissance collective sous couvert du danger du communautarisme. Nos identités sont perçues comme les ennemies de l’intérieur. Le chemin est encore long. »

Elle rejette l’universalisme français, qui est pour elle « l’universalisme du pays des lumières éteintes où l’on nous parle de la République une et indivisible, qui n’accepte pas et ne regarde pas en face son passé colonial, son histoire esclavagiste », destiné à assujettir les personnes racisées ; « un universalisme violent sous couvert d’un racisme dit angélique de civilisation ».
En tant que femme noire et queer, Douce Dibondo explique écrire pour les personnes concernées par son histoire, sans s'adresser à la majorité car, à ses yeux, la marge est aussi détentrice de son propre universel. Elle cite Fatou Niang, maîtresse de conférence franco-sénégalaise, réalisatrice du film Mariannes Noires, pour qui l’anti-racisme est un universalisme en soi.
En mai 2019, elle détaille le concept d'intersectionnalité dans le Rapport sur l'homophobie 2019, publié par SOS Homophobie.
Elle a été membre des collectifs Collage Afroféministe et de MWASI, elle souhaite s'impliquer dans des structures politiques qui agissent directement. En juin 2020, c'est avec l'image de Douce Dibondo brandissant une pancarte portant le slogan « À nos humanités révoltées », inspiré du titre du recueil de poèmes de Kiyémis, que le média Paulette illustre un de ses articles sur les manifestations contre le racisme et les violences policières. Elle a également été membre de l'Association des Journalistes LGBTI (AJL).

## Publications
- avec Fatima Ouassak, Daria Marx, Pauline Harmange, et Kiyémis, Fruits de la colère : embras(s)er nos débordements, dl 2022 (ISBN 978-2-01-946310-6 et 2-01-946310-5, OCLC 1352241275)
- métacures, Blast éditions, coll. « envers », 2023, 96 p. (ISBN 978-2-492642-11-1).
- La Charge Raciale, Vertige d'un silence écrasant, Fayard, 2024, 265 p.
- Infra/Seum, poésie fâchée avec tout le monde, Editions Blast, 2024, 136 p.  (ISBN 978-2-492642-21-0)